# Hokejové divize 1973/1974
Československé divize ledního hokeje 1973/1974 byly hokejové soutěže na území Československa, která byla v rámci České socialistické republiky  čtvrtou nejvyšší hokejovou soutěží a třetí nejvyšší v rámci Slovenské socialistické republiky.

## Systém soutěže
Soutěž se skládala ze 8 skupin po 6 účastnících. Ve skupinách se všech 6 klubů utkalo čtyřkolově každý s každým (celkem 20 kol). Vítězové jednotlivých skupin následně utkaly o postup do dalšího ročníku 2. české národní hokejové ligy. Týmy umístěné po základní části na posledním místě sestupují do krajských přeborů.
Před začátkem soutěží odstoupily TJ Tiba Jaroměř, TJ Unhošť a VTJ Dukla Valašské Meziříčí, které nahradily TJ Sokol Ostrava-Poruba, TJ Konstruktiva Praha a TJ CHS Chotěboř.

## Česká socialistická republika

### Skupina A
| Poř. | Tým                               | Z  | V  | R | P  | VB  | OB  | B  |
| ---- | --------------------------------- | -- | -- | - | -- | --- | --- | -- |
| 1.   | TJ Vodní stavby Tábor             | 20 | 17 | 2 | 1  | 124 | 45  | 36 |
| 2.   | TJ Prazdroj EX Plzeň              | 20 | 12 | 2 | 6  | 102 | 73  | 26 |
| 3.   | TJ Spartak Rožmitál pod Třemšínem | 20 | 8  | 3 | 9  | 84  | 98  | 19 |
| 4.   | TJ Spartak Lada Soběslav          | 20 | 7  | 2 | 11 | 81  | 113 | 16 |
| 5.   | TJ Kovosvit Holoubkov             | 20 | 6  | 2 | 12 | 72  | 93  | 14 |
| 6.   | TJ Sokol Losiná                   | 20 | 3  | 3 | 14 | 71  | 112 | 9  |

### Skupina B
| Poř. | Tým                           | Z  | V  | R | P  | VB  | OB  | B  |
| ---- | ----------------------------- | -- | -- | - | -- | --- | --- | -- |
| 1.   | TJ Kaučuk Kralupy nad Vltavou | 20 | 13 | 3 | 4  | 93  | 59  | 29 |
| 2.   | TJ DNT Kadaň                  | 20 | 14 | 1 | 5  | 100 | 66  | 29 |
| 3.   | TJ Slavia Děčín               | 20 | 10 | 2 | 8  | 100 | 89  | 22 |
| 4.   | TJ Baník SHD Most             | 20 | 7  | 2 | 11 | 70  | 76  | 16 |
| 5.   | TJ Kovohutě Povrly            | 20 | 5  | 2 | 13 | 70  | 88  | 12 |
| 6.   | TJ ZKL Klášterec nad Ohří     | 20 | 5  | 2 | 13 | 51  | 106 | 12 |

### Skupina C
| Poř. | Tým                             | Z  | V  | R | P  | VB  | OB  | B  |
| ---- | ------------------------------- | -- | -- | - | -- | --- | --- | -- |
| 1.   | VTJ Dukla Mělník                | 20 | 13 | 3 | 4  | 113 | 71  | 30 |
| 2.   | TJ Spartak Hlinsko              | 20 | 14 | 0 | 6  | 106 | 70  | 28 |
| 3.   | TJ Bižuterie Jablonec nad Nisou | 20 | 8  | 1 | 11 | 97  | 95  | 17 |
| 4.   | TJ CHS Chotěboř                 | 20 | 8  | 1 | 11 | 70  | 96  | 17 |
| 5.   | TJ Konstruktiva Praha           | 20 | 6  | 3 | 11 | 58  | 80  | 15 |
| 6.   | TJ Autoškoda Mladá Boleslav "B" | 20 | 6  | 2 | 12 | 78  | 110 | 14 |

### Skupina D
| Poř. | Tým                      | Z  | V  | R | P  | VB  | OB  | B  |
| ---- | ------------------------ | -- | -- | - | -- | --- | --- | -- |
| 1.   | TJ Baník Příbram         | 20 | 16 | 1 | 3  | 102 | 48  | 33 |
| 2.   | TJ Baník Švermov         | 20 | 10 | 3 | 7  | 78  | 81  | 23 |
| 3.   | TJ Slavoj Velké Popovice | 20 | 10 | 0 | 10 | 72  | 72  | 20 |
| 4.   | TJ Spartak BS Vlašim     | 20 | 9  | 1 | 10 | 72  | 74  | 19 |
| 5.   | TJ Bohemians ČKD Praha   | 20 | 8  | 2 | 10 | 74  | 73  | 18 |
| 6.   | TJ Spartak Tesla Žižkov  | 20 | 3  | 1 | 16 | 65  | 115 | 7  |

### Skupina E
| Poř. | Tým                      | Z  | V  | R | P  | VB  | OB  | B  |
| ---- | ------------------------ | -- | -- | - | -- | --- | --- | -- |
| 1.   | TJ Slovan Hodonín        | 20 | 17 | 1 | 2  | 130 | 42  | 35 |
| 2.   | TJ Žďas Žďár nad Sázavou | 20 | 9  | 2 | 9  | 98  | 114 | 20 |
| 3.   | TJ Spartak Nedvědice     | 20 | 9  | 1 | 10 | 72  | 74  | 19 |
| 4.   | VŠTJ Technika Brno       | 20 | 8  | 1 | 11 | 87  | 123 | 17 |
| 5.   | TJ Dynamo Jihlava        | 20 | 8  | 0 | 12 | 94  | 91  | 16 |
| 6.   | TJ Sokol Okříšky         | 20 | 6  | 1 | 13 | 69  | 111 | 13 |

### Skupina F
| Poř. | Tým                       | Z  | V  | R | P  | VB  | OB  | B  |
| ---- | ------------------------- | -- | -- | - | -- | --- | --- | -- |
| 1.   | TJ Meochema Přerov        | 20 | 15 | 2 | 3  | 130 | 53  | 32 |
| 2.   | TJ Nový Jičín             | 20 | 12 | 2 | 6  | 82  | 63  | 26 |
| 3.   | TJ Tatra Vagónka Studénka | 20 | 9  | 2 | 9  | 61  | 70  | 20 |
| 4.   | TJ Slavia Kroměříž        | 20 | 8  | 1 | 11 | 82  | 90  | 17 |
| 5.   | TJ Sokol Ostrava-Poruba   | 20 | 8  | 1 | 11 | 70  | 85  | 17 |
| 6.   | TJ Spartak Bílovec        | 20 | 3  | 2 | 15 | 71  | 135 | 8  |

## Kvalifikace o 2. ČNHL

### Skupina A
| Poř. | Tým                           | Z | V | R | P | VB | OB | B |
| ---- | ----------------------------- | - | - | - | - | -- | -- | - |
| 1.   | TJ Kaučuk Kralupy nad Vltavou | 6 | 4 | 0 | 2 | 32 | 24 | 8 |
| 2.   | TJ Baník Příbram              | 6 | 3 | 1 | 2 | 21 | 23 | 7 |
| 3.   | TJ Vodní stavby Tábor         | 6 | 2 | 2 | 2 | 26 | 19 | 6 |
| 4.   | VTJ Dukla Mělník              | 6 | 1 | 1 | 4 | 15 | 28 | 3 |

### Skupina B
TJ Meochema Přerov - TJ Slovan Hodonín 4:3, 3:5
Týmy TJ Kaučuk Kralupy nad Vltavou, TJ Baník Příbram a TJ Slovan Hodonín postoupily do dalšího ročníku 2.ČNHL.
Týmy TJ Sokol Losiná, TJ ZKL Klášterec nad Ohří, TJ Autoškoda Mladá Boleslav "B", TJ Spartak Tesla Žižkov, TJ Sokol Okříšky, TJ Spartak Bílovec sestoupily do krajských přeborů. Nahradily je kluby, jež uspěly v kvalifikaci TJ Sokol Třebenice, TJ Hluboká nad Vltavou, TJ Spartak Opočno, TJ Karbo Benátky nad Jizerou, TJ ČSAO Zábřeh na Moravě a TJ Jiskra Staré Město.

## Slovenská socialistická republika

### Skupina západ
| Poř. | Tým                     | Z  | V  | R | P  | VB  | OB  | B  |
| ---- | ----------------------- | -- | -- | - | -- | --- | --- | -- |
| 1.   | TJ ZVL Skalica          | 20 | 16 | 1 | 3  | 162 | 63  | 33 |
| 2.   | TJ TS Topoľčany         | 20 | 14 | 0 | 6  | 110 | 77  | 28 |
| 3.   | TJ Slávia UK Bratislava | 20 | 12 | 2 | 6  | 117 | 65  | 26 |
| 4.   | TJ TTS Trenčín          | 20 | 7  | 3 | 10 | 69  | 68  | 17 |
| 5.   | TJ Baník Kremnice       | 20 | 6  | 3 | 11 | 69  | 116 | 15 |
| 6.   | TJ Slávia VŠP Nitra     | 20 | 0  | 1 | 19 | 41  | 179 | 1  |

### Skupina východ
| Poř. | Tým                        | Z  | V  | R | P  | VB  | OB  | B  |
| ---- | -------------------------- | -- | -- | - | -- | --- | --- | -- |
| 1.   | TJ ZPA Prešov              | 20 | 18 | 0 | 2  | 192 | 38  | 36 |
| 2.   | TJ Slovan Levoča           | 20 | 9  | 2 | 9  | 87  | 86  | 20 |
| 3.   | TJ Družstevník Letanovce   | 20 | 9  | 2 | 9  | 72  | 102 | 20 |
| 4.   | VTJ Dukla Spišská Nová Ves | 20 | 6  | 6 | 8  | 64  | 82  | 18 |
| 5.   | TJ Pokrok Vyšné Opátske    | 20 | 7  | 4 | 9  | 65  | 103 | 18 |
| 6.   | TJ PPS Detva               | 20 | 3  | 2 | 15 | 48  | 112 | 9  |

Týmy TJ ZVL Skalica a TJ ZPA Prešov postoupily do dalšího ročníku 1. SNHL.
Tým VTJ Dukla Spišská Nová Ves ukončil po sezóně čnnost, pro nikdo do krajských přeborů nesestoupil. Nahradily je kluby, jež uspěly v kvalifikaci VTJ Dukla Michalovce a TJ Gumárne 1. mája Púchov.